# 七胳膊章魚
七腕章魚又名七胳膊章魚（學名：Haliphron atlanticus）是已知最巨大的章魚，估計長達3.5米（11英尺）及重75（165磅）。不過，也有爭議指最大的應是北太平洋巨型章魚。

## 特徵
雄性七胳膊章魚的交接腕是在右眼下捲起的，故得此名。由於它們有厚厚的凝膠狀組織，故很多時會忽略了其交接腕，彷彿有七隻臂一樣。事實是它們與其他章魚一樣，擁有八條臂的。
七胳膊章魚的模式標本是在大西洋發現的，並已存放在哥本哈根大學。於2002年的新西蘭，一艘漁船拖網捕捉了一隻七胳膊章魚。這是第一次在南太平洋發現它們。其外套膜長達0.69米（2.3英尺），全長2.90米（9.5英尺）及重61.0（134.5磅）。

## 外部連結
- 頭足綱資料庫（CephBase）： 七胳膊章魚
- Tree of Life web project: Haliphron atlanticus（页面存档备份，存于）
- The giant octopus Haliphron atlanticus (Mollusca: Octopoda) in New Zealand waters（页面存档备份，存于）
- BBC News: Giant octopus puzzles scientists（页面存档备份，存于）
- Tony Wu Underwater Photography: Seven-arm Octopus（页面存档备份，存于）